# Пена Сант'Андреа
Пѐна Сант'Андрѐа (на италиански: Penna Sant'Andrea, на местен диалект la Pònnë, ла Понъ) е село и община в Южна Италия, провинция Терамо, регион Абруцо. Разположено е на 413 m надморска височина. Населението на общината е 1828 души (към 2010 г.).